# Кобос, Венди де лос
Венди де лос Кобос (исп. Wendy de los Cobos) (13 октября 1964, Мехико, Мексика) — мексиканская актриса, снимающиеся исключительно в телесериалах. Рост — 1,73 метра.

## Биография
Родилась 13 октября 1964 года в Мехико. В мексиканском кинематографе дебютировала в 1992 году, дебютировала ярко, сыграв роль Майры дель Риверо, роковой красотки в телесериале Дедушка и я и снялась в 26 работах в телесериалах. В середине 1990-х годов перешла на телекомпанию TV Azteca и снялась в ряде телесериалах указанной телекомпании. В 2021 году после 26-летнего перерыва вновь вернулась на телекомпанию Televisa.

## Фильмография

### Телесериалы
- 1992 — Дедушка и я — Майра дель Риверо.
- 1993 — 
  - Между жизнью и смертью — Сандра.
  - Отец-одиночка (1987-94).
- 1995 —
  - Если я умру — Динора Морено.
  - Со всей душой — Перла Линарес.
- 1997 — 
  - Волчица — Габриэла.
  - Соперники по неесчастью — Лия.
- 1999 — Любовное наваждение — Анастасия.
- 2000 — Они, невиновные или виновные — Сесилия.
- 2000-01 — Женщина с характером, или Удар ниже пояса — Флоренсия.
- 2001 — Женские секреты — Эстела.
- 2003 —
  - Любить в тишине — Гертрудис «Нонья».
  - Под маской мстителя — Мария Кастильо.
- 2003-04 — Раненая душа — Кристина.
- 2005 — Полюби врага своего — Офелия Кастаньеда.
- 2005-08 — ]Решения — Сестра Эстефания.
- 2008 — Правдивая душа — Хелена.
- 2008-12 — Кападокия — Лина Эрран.
- 2009 — Невезучая — Луиса Мадригал.
- 2010 — Убегая от судьбы — Сусана Фернандес.
- 2013 — 
  - Жить не со временем — Ампаро Авалос.
  - Повелитель небес — Агуасанта «Тата» Герра.
- 2014 — Всегда твоя... Акапулько — Ракела Ромеро.
- 2016 — Чема — Агуасанта «Тата» Герра (продолжение телесериала Повелитель небес).
- 2017 — Что с этой семейкой? — Альфонсина Торрес.
- 2018 — Обучение Нины — Мерседес «Мече» Лара.
- 2022 — Эта история кажется мне знакомой — Грасиэла.